# Alien - Pianeta Terra
Alien - Pianeta Terra (Alien: Earth) è una serie televisiva horror di fantascienza statunitense, serie prequel del film Alien (1979) diretto da Ridley Scott, primo film dell'omonimo media franchise americano.
Nel cast figurano Sydney Chandler, Alex Lawther, Timothy Olyphant, Essie Davis, Samuel Blenkin, Adarsh Gourav e Adrian Edmondson. 
Sarà presentato in anteprima su FX e FX su Hulu il 12 agosto 2025 mentre in Italia verrà distribuito su Disney+.

## Trama
Quando la nave spaziale Maginot si schianta sulla Terra, una giovane donna e un gruppo di soldati fanno una scoperta che li mette faccia a faccia con la più grande minaccia del pianeta.

## Episodi
| n° | Titolo              | Pubblicazione     | Pubblicazione italiana |
| -- | ------------------- | ----------------- | ---------------------- |
| 1  | Neverland           | 12 agosto 2025    | 13 agosto 2025         |
| 2  | Mr. October         | 12 agosto 2025    | 13 agosto 2025         |
| 3  | Metamorphosis       | 19 agosto 2025    | 20 agosto 2025         |
| 4  | Observation         | 26 agosto 2025    | 27 agosto 2025         |
| 5  | In Space, No One... | 2 settembre 2025  | 3 settembre 2025       |
| 6  | The Fly             | 9 settembre 2025  | 10 settembre 2025      |
| 7  |                     | 16 settembre 2025 | 17 settembre 2025      |
| 8  |                     | 23 settembre 2025 | 24 settembre 2025      |